# Gongrothamnus conyzoides
Gongrothamnus conyzoides là một loài thực vật có hoa trong họ Cúc. Loài này được Hiern mô tả khoa học đầu tiên năm 1898.